# Nanekawâsis
nanekawâsis es una película documental canadiense, dirigida por Conor McNally y estrenada en 2024. Combinando imágenes de archivo y contemporáneas, la película es un retrato de George Littlechild, un artista Cree de Canadá que fue separado de su familia en la infancia como parte de la Scoop de los años sesenta antes de reconectarse con su herencia como adulto, con la cultura Cree convirtiéndose tanto en la base de su carrera como artista visual como en la lente a través de la cual llegó a aceptar su identidad como un hombre dos dos espíritus.
La película se estrenó en el Festival de Cine Documental DOXA de 2024, y posteriormente se proyectó en el Festival de Cine y Video Inside Out de 2024.